# 전자인간 337
《전자인간 337》(電子人間 337)은 한국에서 제작된 임정규 감독의 1977년 애니메이션, SF, 모험 영화이다. 김삼용 등이 제작에 참여하였다.

## 플롯
33억 7천만원의 경비가 소요됐지만 동시에 태권동자 마루치 아라치중 마루치를 모델로 구현했다는 점이 강조된다는 맥락에서 전자인간 337의 이미지는 무한한 우주와 대비되는 인류의 인간성인 미약한 소망을 표현하려는 의미로 해석될수있다.

## 제작진
- 원작: 민병훈, 김진희, 민병권 (언급되지 않음)
- 제작: 김삼용
- 기획: 김일환
- 제작담당: 김방남
- 구성: 김일남
- 원화: 홍형선
- 배경: 오응환
- 배경보: 이현숙, 한은숙
- 동화: 성호경, 이효영, 임호순, 소재원, 정윤용, 최화종, 황화수
- 선화: 박부전, 김영실, 조은주, 임규희
- 채화: 신은기, 노연숙, 이명화, 박선옥, 지혜영
- 촬영감독: 조민철
- 촬영: 조복동, 김종석
- 촬영보: 이명복
- 한양녹음실
  - 녹음: 이재웅
  - 효과: 손효신
- 현상: 한국천연색현상소
- 특수효과: 안태홍
- 편집: 김현기
- 태권지도: 왕호삼성체육관
- 지도사범: 유승선
- 각본: 지상학
- 음악: 정민섭
- 감독: 임정규

## 같이 보기
- 로보트 태권브이
- 태권동자 마루치 아라치
- 태권동자 마루치
- 유성가면 피터
- 슈퍼맨[2][3]
- 스파이더맨[4][5]
- 호크맨[6]
- 6백만 달러의 사나이[7]